# Edith Fellows
Edith Marilyn Fellows (Boston, 20 maggio 1923 – Woodland Hills, 26 giugno 2011) è stata un'attrice statunitense.

## Filmografia parziale
- La galoppata della disperazione (The Rider of Death Valley), regia di Albert S. Rogell (1932)
- Abbasso la pappa (Mush And Milk), regia di Robert F. McGowan (1933) - cortometraggio
- Jane Eyre - L'angelo dell'amore (Jane Eyre), regia di Christy Cabanne (1934)
- The Keeper of the Bees, regia di Christy Cabanne (1935)
- Voglio essere amata (She Married Her Boss), regia di Gregory La Cava (1935)
- Pennies from Heaven, regia di Norman Z. McLeod (1936)
- Pride of the Blue Grass, regia di William C. McGann (1939)
- Music in My Heart, regia di Joseph Santley (1940)
- Nobody's Children, regia di Charles Barton (1940)
- Her First Romance, regia di Edward Dmytryk (1940)
- Girls' Town, regia di Victor Halperin (1942)
- Heart of the Rio Grande, regia di William Morgan (1942)
- Stardust on the Sage, regia di William Morgan (1942)
- Le colline hanno gli occhi II (The Hills Have Eyes Part II), regia di Wes Craven (1985)
- Il pomo di Adamo (In the Mood), regia di Phil Alden Robinson (1987)